# Destacamento Caicó

Ocupação da Universidade de Brasília por militares mineiros e brasilienses em 9 de abril

O Destacamento Caicó foi uma formação militar do Exército Brasileiro e Polícia Militar de Minas Gerais que prosseguiu de Belo Horizonte a Brasília no golpe de Estado no Brasil em 1964. Como integrante das forças do golpe, só chegou na capital a partir de 2 de abril, quando ele já era vitorioso ali, mas seu escalão mais avançado, o 10º Batalhão da polícia mineira, quase entrou em confronto com forças legalistas em Paracatu, fronteira Minas Gerais-Goiás, no dia 1.
O deslocamento na rodovia Brasília-Belo Horizonte fazia parte dos planos, convergindo com outro vindo de Mato Grosso e sendo correspondido na direção oposta por outro de Minas Gerais ao Rio de Janeiro. Porém, uma coluna legalista do Batalhão da Guarda Presidencial (BGP), encarregada da defesa de Brasília, ocupou a fronteira de Goiás com Minas antes do deslocamento mineiro. Isso foi interpretado como uma possível ofensiva legalista. O 10º Batalhão foi de Montes Claros a Paracatu numa jornada notória pela rapidez do deslocamento, a tentativa de usar a guerra urbana e psicológica contra um inimigo em superioridade material e a pouca fama do evento. A coluna do BGP não chegou a ter contato com os mineiros e recuou no mesmo dia, provavelmente devido às notícias favoráveis ao golpe no Rio de Janeiro e São Paulo. 
Os reforços reunidos em Belo Horizonte convergiram com o 10º Batalhão e atravessaram a rodovia sem resistência, passando o início de abril em Brasília. Nesse momento Ranieri Mazzilli já era presidente da República, militares mato-grossenses também estavam na cidade e sua guarnição já havia aderido ao golpe.

## Contexto
Brasília tinha pouca relevância militar no contexto do golpe. A guarnição era pequena e o único ponto de valor era o Congresso Nacional. Porém, a entrada de tropas externas poderia garantir o funcionamento do Congresso, que, esperava-se, poderia então depor o presidente. Essa garantia acabou oferecida pela própria guarnição da capital, onde na noite do dia 1 o general Nicolau Fico guarneceu a Esplanada dos Ministérios, contra o compromisso assumido com a cúpula governista. Na madrugada seguinte o Congresso declarou vago o cargo do presidente João Goulart, levando à posse do presidente da Câmara dos Deputados, Ranieri Mazzilli.
Segundo o então coronel Carlos de Meira Mattos, o plano não oficial organizado na 2ª Seção do Estado-Maior do Exército previa uma ofensiva contra Brasília a partir de Mato Grosso e Minas Gerais. No caso mineiro, a ofensiva seria um dos dois braços da Operação Popeye, com o outro direcionado ao Rio de Janeiro e conduzido pelo Destacamento Tiradentes. Ambos combinaram forças da 4ª Região Militar (4ª RM) do Exército com a polícia mineira (PMMG). A polícia mineira havia sido, ao longo dos anos anteriores, preparada para lutar numa guerra como força convencional, o que foi relevante na presença do 10º BI em Paracatu, pois ele quase entrou em combate com forças legalistas.
A participação vinda de Mato Grosso (a 9ª Região Militar) foi o 16º Batalhão de Caçadores, de Meira Mattos. A participação mineira foi a partir de unidades do Destacamento Belo Horizonte, comandado pelo general Carlos Luís Guedes. Além disso, a PMMG formou o Destacamento Triângulo para impedir a entrada de legalistas no Triângulo Mineiro. No Distrito Federal e Goiás, o Comando Militar e a 11ª Região Militar dispunham do Batalhão da Guarda Presidencial, na capital, e o 6º e 10º Batalhões de Caçadores, em Ipameri e Goiânia. A possibilidade da entrada de militares golpistas em Brasília vindos de fora foi um dos motivos para a saída de Goulart da cidade na noite de 1º de abril.

## Operações na região de Paracatu

### Ação legalista
Na noite de 31 de março os oficiais do BGP foram informados da deflagração do golpe em Minas Gerais e do envio de forças do Primeiro Exército, do Rio de Janeiro, para esmagá-lo. No Batalhão, o comandante, coronel Raimundo, era legalista, mas seus subordinados simpatizavam com o oponente. O BGP deveria formar um Grupamento Tático para defender a ponte do rio São Marcos, na rodovia Brasília-Belo Horizonte, pois o general Fico, no momento ainda leal ao governo mas sem instruções superiores para enfrentar o golpe, decidiu fechar a estrada de Minas Gerais até Brasília.
O Grupamento teria a 4ª Companhia de Fuzileiros do BGP, do capitão Dário Alfredo Pinheiro, uma seção de metralhadoras antiaéreas e outra seção de tanques, com dois veículos. O então tenente do BGP Carlos Fernando Freitas Almeida, que não participou do movimento, tem um depoimento ligeiramente diferente: seria uma força-tarefa do BGP com um pelotão de tanques e os batalhões de Ipameri e Goiânia. Os elementos antiaéreo e mecanizado pertenciam respectivamente à 1ª Bateria Independente de Canhões Automáticos Antiaéreos e ao  1º Esquadrão Independente de Reconhecimento Mecanizado.
O subcomandante do BGP, tenente-coronel Serra, saiu com a coluna. Anticomunista, sua adesão quando ocorresse o contato com o oponente era dada como certa. Porém, na saída do Setor Militar Urbano ao Eixo Monumental o coronel Raimundo interrompeu a coluna, prendeu o subcomandante e entregou o comando ao major Henning, fiscal administrativo, respeitado mas de posição desconhecida. O capitão Dário, comandante da companhia, disse que a tropa não queria seguir. Raimundo ameaçou prender por covardia quem assim fizesse. A resposta foi que "ali não havia covardes" e a companhia partiu — pensando já em não atirar em ninguém ou mesmo em aderir aos mineiros. No elemento antiaéreo de Brasília também faltava motivação: só o comandante, o major Storckler, era legalista.
A coluna entrou em posição no corte do rio ao redor das 12:00; a artilharia antiaérea se desdobrou e os carros foram à frente. As posições no rio estavam a dezenas de quilômetros do centro de Paracatu. Em campo a situação tornou-se incerta, e os tenentes não sabiam se Henning seria preso ou eles passariam ao outro lado. Havendo contato se seguiria parlamentação, com a posição de Henning se tornando conhecida; porém as tropas não se defrontaram como nas outras frentes, e ela permaneceu uma incógnita.

### Ação da polícia mineira

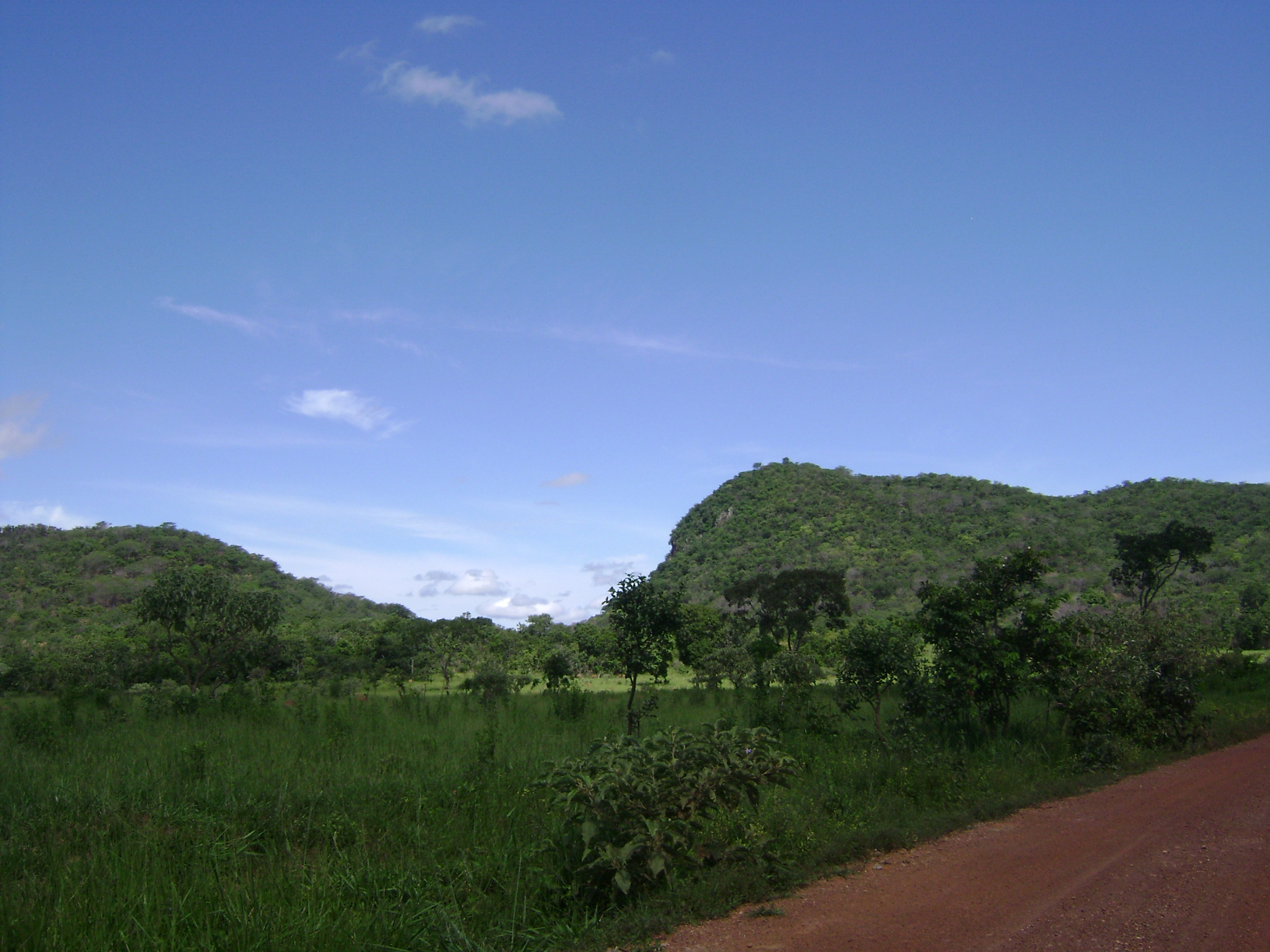
O terreno em Paracatu

Os ônibus e carros de combate da coluna em movimento foram sobrevoados pelo avião particular de um latifundiário da fronteira, que avisou os golpistas. O serviço de informações temia uma ameaça à retaguarda da rebelião mineira, com uma invasão até Belo Horizonte. Assim, o 10º Batalhão de Infantaria (BI) da PMMG foi encarregado de montar uma linha de defesa em Paracatu e impedir o avanço dos legalistas. A ocupação de pontos na rodovia Brasília-Belo Horizonte — Paracatu, Três Marias (onde passa uma ponte sobre o rio São Francisco) e Sete Lagoas — estava prevista desde o dia 31, mas o 10º BI ainda estava em sua sede em Montes Claros, onde aguardava de prontidão para acompanhar o 12º Regimento de Infantaria (RI). Seu comandante, o tenente-coronel Georgino Jorge de Souza, era anticomunista e ligado aos empresários e grandes proprietários locais. Como era típico da PMMG, sua unidade tinha treinamento de guerra e uma Companhia de Metralhadoras Pesadas.
O deslocamento urgente do 10º BI a Paracatu foi a "mais difícil operação" da PMMG, uma "arrancada fulminante, digna de um Rommel". Estava nas redondezas de manhã. Ao, chegar o tenente-coronel Georgino percebeu-se em esmagadora desvantagem de forças e armamento. Tinha a promessa de reforços do 12º RI, mas encontrou dois subterfúgios à sua inferioridade. O combate em campo aberto era inviável, mas o oponente ainda teria a certeza de combate: o batalhão entrincheirou sua companhia de metralhadoras em pontos estratégicos e o resto do batalhão em prédios centro de Paracatu. No ambiente urbano, a "posse do terreno, a mobilidade e a surpresa" compensariam sua fraqueza, permitindo uma luta palmo a palmo na cidade. Também ameaçava a vida dos civis, o que fazia parte da estratégia psicológica. Com oficiais ostensivamente armados, Georgino dirigiu-se à prefeitura, onde discursou:
ocorrendo o confronto “a cidade” seria “destruída”, uma vez que, vindo sobre eles “os bandidos comunistas” só poderiam “oferecer combate de rua”, em razão da superioridade bélica do inimigo, que dispunha inclusive de “tanques”. Na continuidade, ao ser interpelado pelo prefeito a lutar fora dos limites da cidade, o comandante do 10º BI ratificou que as casas serviriam de “trincheiras” e o “sangue” dos civis mortos iria “clamar o Brasil a se levantar contra os bandidos comunistas”. Por fim, advertiu que ninguém se esqueceria do que aconteceria ali, bem como dos que tombariam como mártires da Nação. Por outro lado, aqueles que se opusessem a essa “glória” seriam entendidos também como “comunistas”.

Tal como desejado, os paracatuenses ficaram horrorizados e o prefeito e outros dirigiram-se em alguns automóveis ao BGP, que estava no rio, para implorar a seu comandante que não atacasse a cidade. Não houve ataque, mas a resposta ao pedido dos civis é desconhecida. A atitude da força do BGP foi primeiramente regida pelo conhecimento da adesão do Segundo Exército, em São Paulo, e da reunião do seu comandante, o general Amaury Kruel, com o general Âncora, do Primeiro. Algumas horas depois, cerca de 21:00, a coluna do BGP recuou a Brasília, “pois a Revolução havia triunfado”. O grande esforço da PMMG foi pouco noticiado e é hoje pouco conhecido.

## Organização do Destacamento

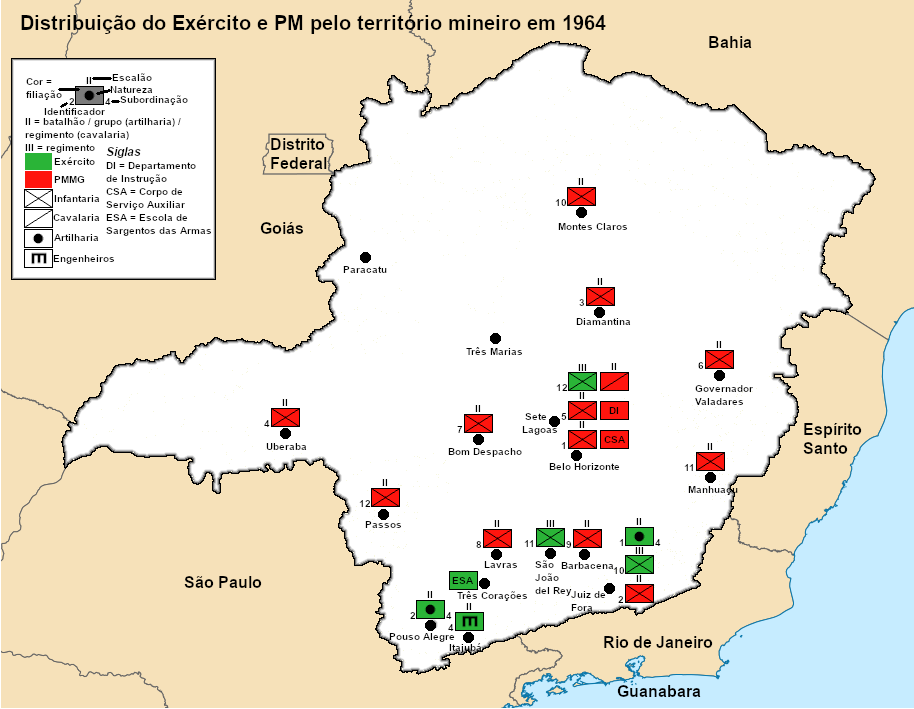
Localização das unidades empregadas

Em 2 de abril, Olímpio Mourão Filho, comandante da 4ª RM, organizou o Grupamento Tático 12 (GT/12) com base no 12º RI e seu comandante, o coronel Dióscoro Vale. Destinado a marchar até Brasília, ele foi batizado de “Destacamento Caicó” em homenagem à terra natal de seu comandante, no Rio Grande do Norte. Tinha, segundo um depoimento, 2 mil homens.
O 12º RI não participou em sua totalidade: o 1º batalhão (1º/12º RI) foi a Brasília, enquanto o 2º pertencia ao Destacamento Tiradentes. O 1º/12º RI partiu em ônibus; era uma tropa bisonha, com três meses de incorporação. O comandante da 1ª Companhia, e 2–3 graduados recusaram-se a aderir, o comandante por lealdade à Constituição e os demais pela família ou o quartel. Ficaram em suas casas e depois seriam punidos apenas com transferências.
A artilharia era um grupo constituído de uma bateria do Centro de Preparação de Oficiais da Reserva (CPOR) de Belo Horizonte e outra do 2º Grupo do 4º Regimento de Obuses de 105 mm (2º/4º RO 105) de Pouso Alegre. A do CPOR tinha alunos (a maioria universitários de Engenharia Civil) e soldados de segurança interna. Em Pouso Alegre, o Grupo recebeu no dia 31 a ordem de se deslocar a Belo Horizonte, pondo-se às ordens da Infantaria Divisionária/4, do general Guedes. Partiu na madrugada do dia 1 uma Bateria de Obuses de seis peças. Ignoraram uma ordem do Primeiro Exército para permanecer no aquartelamento e deixaram para trás um subtenente e alguns sargentos recalcitrantes — o subtenente temia pela sua família se ficasse do lado perdedor.
Com os motores ligados, o subcomandante sugeriu que não saíssem. Saíram, ainda assim. Não foram, como ouviam, metralhados na saída, e os temores de um ataque dos paulistas pela retaguarda ou da interferência da Escola de Sargentos das Armas em Três Corações (para a qual tomaram a precaução do reconhecimento) não se materializaram. O comandante do Regimento, o coronel Goés, chegou mais tarde e partiu com uma Bateria de Choque - três ônibus com efetivo excedente - encontrando-se com os obuses no caminho. Esta segunda bateria chegou ao aquartelamento do CPOR em Belo Horizonte na madrugada do dia 2, partindo no mesmo dia. Na capital souberam do arrependimento dos sargentos — casavam-se na cidade e agora as famílias conservadoras os pressionaram — mas os oficiais, magoados, achavam tarde demais e conseguiram evitar sua reintegração.

### Ordem de batalha
| Golpistas | Legalistas |
| --- | --- |
| Destacamento Caicó/ Grupamento Tático 12 Coronel Dióscoro Gonçalves Vale - 1º Batalhão do 12º Regimento de Infantaria - 2º Grupo do 4º Regimento de Obuses de 105 mm - Bateria de Obuses Capitão Humberto Ayres Côrrea - Bateria de Choque motorizada Capitão Renato Ribeiro da Silva - Bateria de Obuses do CPOR/BH Capitão Fernando de Almeida Godói - 10º Batalhão da PMMG Tenente-coronel Georgino Jorge de Souza - 3º Batalhão da PMMG - Companhias do: - Departamento de Instrução - Regimento de Cavalaria - Batalhão de Guardas (1º da PMMG) - 12º Batalhão da PMMG 9ª Região Militar - 16º Batalhão de Caçadores Coronel Carlos de Meira Mattos Destacamento Triângulo | Grupamento enviado pela 11ª RM Major Hernani Azevedo Henning - 4ª Companhia de Fuzileiros do BGP Capitão Dário Alfredo Pinheiro - Seção de artilharia antiaérea - Seção ou pelotão de carros de combate Outras forças da 11ª RM |

## Deslocamento até Brasília

Apreensão de livros na UnB

O Destacamento avançou em marcha tática, esperando conflito, fazendo patrulhas à noite e imaginando "reações dos grupos de esquerda, emboscadas e sabotagens". Até fugiu de um "teco-teco" sobrevoando, que porém era de um civil e um oficial de ligação que acompanhavam. O que encontrou no caminho foi uma recepção positiva entre a população. Em Paracatu os sargentos recalcitrantes da artilharia alcançaram a coluna, e foram reincorporados por ordem da 4ª RM; a contragosto, com "inscrições depreciativas" na poeira das viaturas.
Cruzando o rio São Marcos havia espaldões, vestígio das peças antiaéreas, e um soldado do BGP, dormindo em seu abrigo individual e deixado para trás no recuo; ele tornou-se o guia do Destacamento. Num rio ("que corta o eixo rodoviário antes de Brasília") teriam visto os tanques brasilienses; os tanques poderiam ter comprometido o deslocamento se atirassem, mas eles  recuaram. A etapa final do deslocamento foi administrativa, não tática. O 10º Batalhão da PMMG foi a vanguarda das forças mineiras, entrando na capital federal no dia 2. A Bateria de Choque chegou no dia 4.
A partir do dia 2 a capital já estava sob o controle dos golpistas e recebendo ordens do general Costa e Silva, o novo Ministro da Guerra. Os mato-grossenses já desembarcavam por via aérea. Ao chegarem, os mineiros dispersaram-se pela cidade. A Bateria de Choque ficou na sede do Instituto de Aposentadoria e Pensão dos Marítimos. Muitos ficaram em canteiros de obras, como o comando e um batalhão da PMMG, no Teatro Nacional (“com a estrutura pronta e os andaimes”) e a infantaria no quartel do esquadrão mecanizado. Um soldado desapareceu e não se ouviu mais dele. A estadia prolongou-se por abril. No dia 9, 750 soldados da PMMG e 150 da Polícia Política do DF, portando “fuzis com baionetas, fuzis metralhadoras, metralhadoras portáteis e metralhadoras pesadas; 14 ônibus, quatro carros de transporte de tropas, quatro ambulâncias e aparelhamento de rádio de campanha” invadiram a Universidade de Brasília. Prenderam 13 professores desarmados e permaneceram ali até o dia 22. A tropa regressou no dia 16 de abril ou após 19 dias, alimentada por civis comemorando no caminho e realizando um desfile em Belo Horizonte.

### Citações
1. ↑  D'Aguiar 1976, p. 169.
2. 1 2  Faria 2013, p. 427.
3. ↑  Faria 2013, p. 452.
4. ↑  Motta 2003, p. 227.
5. ↑  Silva 2014, p. 175-177.
6. ↑  Silva 2014, p. 223.
7. 1 2  Silva 2014, p. 177-178.
8. ↑  Ministério da Guerra 1963.
9. ↑  Pedrosa 2018, Apêndice 3.
10. ↑  Inácio 2010, p. 60.
11. ↑  Silva 2014, p. 352-354.
12. ↑  Motta 2003, p. 213-217, Tomo 7.
13. 1 2 3  Oliveira 1994, p. 112.
14. 1 2  Motta 2003, Tomo 7, p. 213-214 e Tomo 15, p. 261-262.
15. ↑  Motta 2003, p. 290, Tomo 5.
16. 1 2 3  Motta 2003, Tomo 7, p. 214-215 e Tomo 15, p. 262-263.
17. ↑  Silva 2014, p. 188-189.
18. ↑  Silva 2014, p. 182.
19. ↑  Gomes 1964, p. 107.
20. ↑  Vieira 2007, p. 108.
21. ↑  Vieira 2007, p. 78.
22. ↑  Vieira 2007, p. 111.
23. ↑  Silva 2014, p. 189-190.
24. ↑  Vieira 2007, p. 118.
25. ↑  Silva 2014, p. 189-192.
26. ↑  Vieira 2007, p. 109.
27. ↑  Silva 2014, p. 192.
28. ↑  Silva 2014, p. 189.
29. 1 2  «O Destacamento Caicó (GT/12)» (PDF). Jornal Inconfidência. 31 de março de 2021. p. 3. Consultado em 2 de dezembro de 2021
30. 1 2  Motta 2003, p. 320, Tomo 11.
31. ↑  Ustra 2007, p. 89-90.
32. 1 2 3 4  Motta 2003, p. 350-354, Tomo 3.
33. 1 2 3  Motta 2003, p. 229-230, Tomo 6.
34. 1 2 3 4  Motta 2003, p. 223-225, Tomo 3.
35. 1 2  Motta 2003, Tomo 10, p. 320-326 e Tomo 14, p. 227-231.
36. ↑  Ustra 2007, p. 90.
37. ↑  Motta 2003, p. 227-231, Tomo 14.
38. 1 2 3 4  Motta 2003, p. 320-326, Tomo 10.
39. 1 2  Motta 2003, p. 261-266, Tomo 15.
40. ↑  Vieira 2007, p. 121.
41. ↑  Inácio 2010, p. 67.
42. ↑  D'Aguiar 1976, p. 172.
43. ↑  Silva 2014, p. 213.